# يهودا فوكس
يهودا فوكس (بالعبرية: יהודה פוקס‏) هو عسكري إسرائيلي، ولد في 10 أبريل 1969 في إسرائيل.